# Genevieve Angelson
Genevieve Rose Angelson (Nova Iorque, 1986) é uma atriz americana. Ela é mais conhecida por interpretar Caitlin Hobart em House of Lies e Nicole Gravely em Backstrom.

## Biografia
Genevieve é filha de Mark Angelson, um advogado e empresário, e sua esposa Lynn. Ela tem duas irmãs mais velhas, Jessica e Meredith.
Ela se formou em 2012 no Programa de Graduação em Atuação da Tisch School of the Arts. Também completou o Programa "Cherubs" da Universidade Northwestern.

## Carreira
A partir de setembro de 2012, começou a aparecer como Nina na peça de teatro de comédia Vanya and Sonia and Masha and Spike.
Em setembro de 2013, foi escalada como Caitlin Hobart para o elenco recorrente da terceira temporada de House of Lies. Em 2014, substituiu Mamie Gummer para o papel da Detetive Nicole Gravely em Backstrom.

## Filmografia
| Ano  | Titulo                | Papel          | Nota                                   |
| ---- | --------------------- | -------------- | -------------------------------------- |
| 2016 | The Good Girls Revolt | Patti Robinson | Telefilme                              |
| 2015 | Backstrom             | Nicole Gravely | Elenco Principal                       |
| 2015 | True Story            | Tina Alvis     |                                        |
| 2014 | Top Five              | Estudante      |                                        |
| 2014 | House of Lies         | Caitlin Hobart | Recorrente (Temporada 3 / 9 episódios) |
| 2013 | Niagara               | Genevieve      | Curta-metragem                         |
| 2013 | The Good Wife         | Tara Bach      | Temporada 5, Episódio 3                |
| 2013 | The Glades            | Anna Steele    | Temporada 4, Episódio 3                |
| 2010 | Open Five             | Rose           |                                        |
| 2009 | Army Wives            | Heather        | Temporada 3, Episódio 2                |